# Projektor

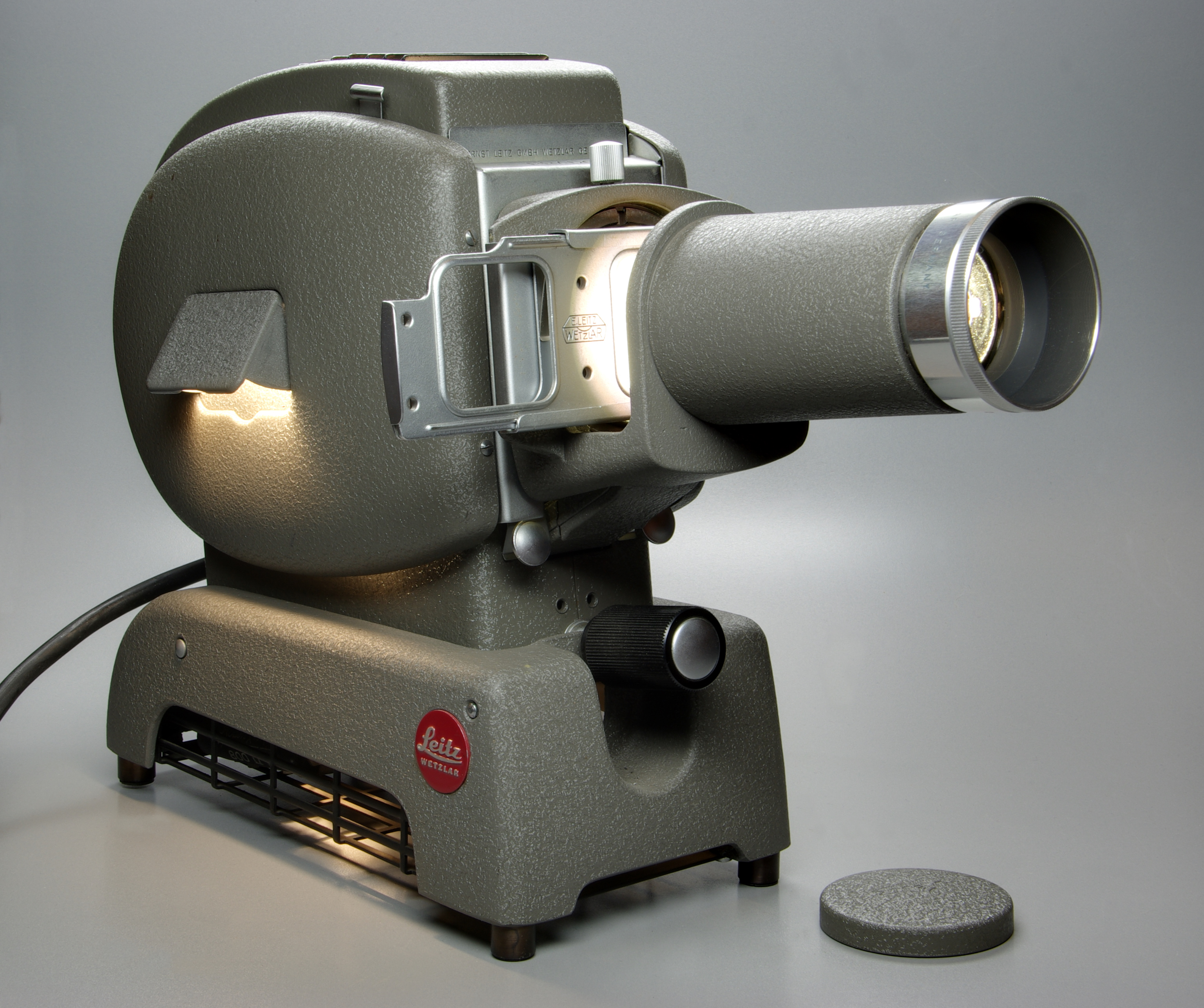
Leitz-Prado-Diaprojektor für manuellen Diawechsel

Ein Projektor (von lateinisch proicere „vorwärtswerfen, hinwerfen“) ist ein optisches Gerät, mit dem eine zweidimensionale Vorlage durch geeignete Führung der Lichtstrahlen (Spiegel, Linsen) an anderer Stelle vergrößert als Bildprojektion (Bildwurf), kurz Projektion, auf einer Bildfläche (meistens auf einer Bildwand) abgebildet wird. Im Unterschied zur Fotografie erfolgt die Abbildung nicht mit dem Licht externer Lichtquellen. Ein Projektor enthält außer einem Objektiv eine eigene Lichtquelle. Die Vorlage (Projektionsvorlage) ist ein fotografisch oder anderweitig meist aus einer Originalvorlage (Bildvorlage) erzeugtes Bild, das direkt in Projektoren für den Bildwurf verwendet wird. Die Teilfläche der Projektionsvorlage, die für den Eintrag von Bildtitel, Archivierungs-, Herkunfts- und Zeitangaben dient, bezeichnet man als Schriftfeld oder Schriftleiste. Die Vorlage ist als Durchlichtbild transparent (Dias, Fotonegative) oder als Auflichtbild undurchsichtig (Buchseiten, Manuskriptpapiere, Papierbilder), ruhend (Stehbildprojektion, Bildprojektion, bei der Einzelbilder projiziert werden) oder bewegt (Laufbildprojektion, Filmprojektor). Sie wird meistens vergrößert abgebildet. In Arbeitsprojektoren wird die Vorlage typischerweise während ihrer Erstellung mittels Schreiben und Zeichnen auf transparente Folie projiziert.
Ein Gerät zur Projektion transparenter Projektionsvorlagen (diaskopische Projektion oder Durchlichtprojektion) wie Transparenten, Dianegativen und Diapositiven wird als Diaskop bezeichnet.
Projektoren zum Anschluss digitaler Vorlagequellen wie Computer werden Videoprojektor oder kurz Beamer genannt. Diese können sowohl Steh- wie auch Laufbilder erzeugen. An der Stelle der Vorlage hat ein solcher Projektor eine Einrichtung, die den Code der elektronischen Vorlage zu einem Lichtbild (für die optische Abbildung mittels Projektionsobjektiv handelt es sich um das Objekt) umwandelt.
Bei gleichzeitiger Projektion von zwei Bildern (etwa als Stereobildpaar) auf eine Bildwand spricht man von Doppelprojektions-Technik, bei gleichzeitiger Projektion von (sich ergänzenden) Bildern auf zwei getrennte Bildwände von Doppelleinwand-Technik.
Laserprojektoren haben keine Vorlage, die projiziert wird. Auf der Bildfläche wird ein Bild durch die Steuerung eines Laserstrahls erzeugt.

## Durchlicht- und Auflichtprojektion
Die Begriffe Durchlichtprojektion und Auflichtprojektion beziehen sich auf die Art der Beleuchtung der zu projizierenden Vorlage.

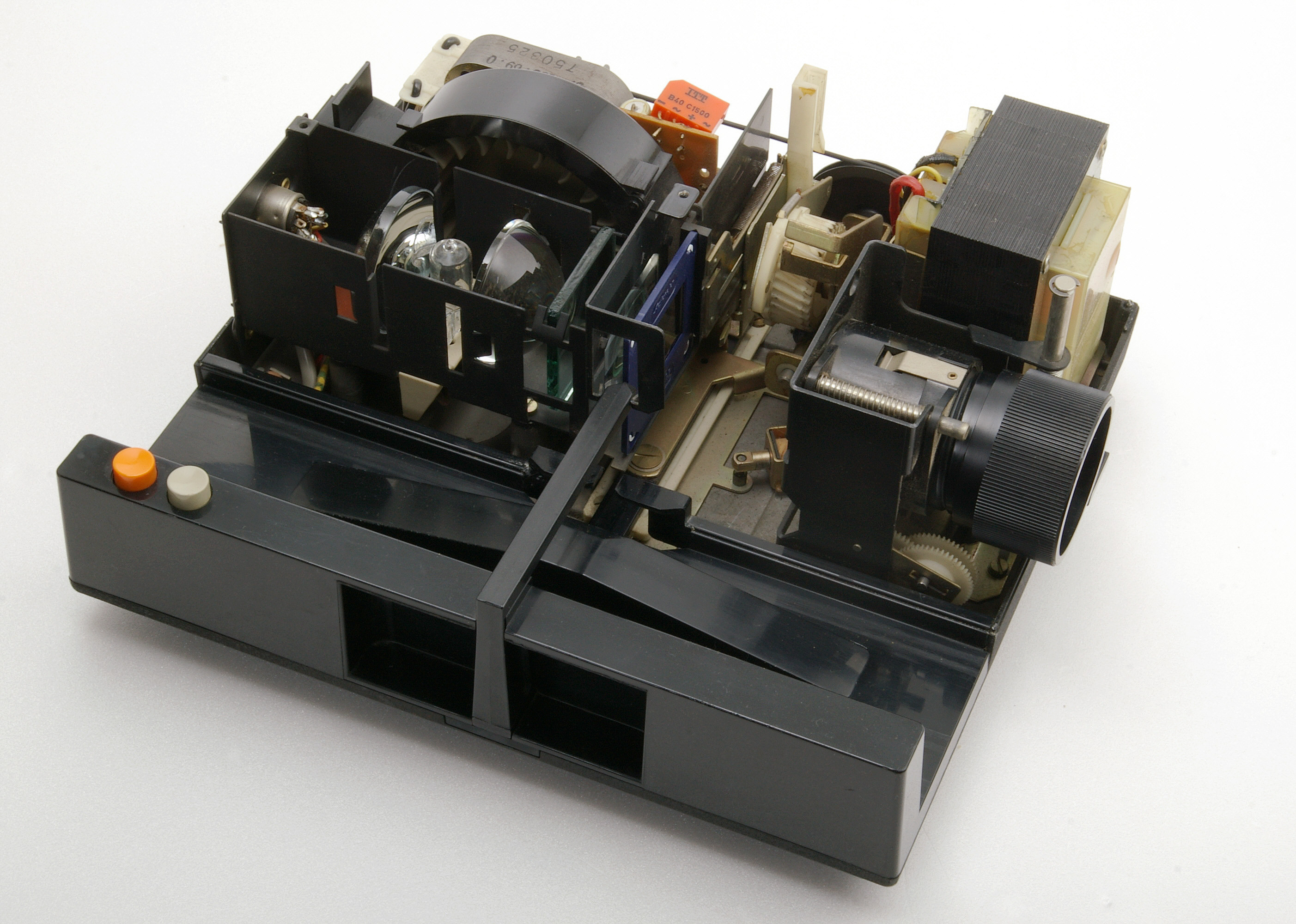
Durchlichtprojektion Diaprojektor, geöffnet, von links: Beleuchtungseinrichtung, Dia (dkl.blauer Rahmen), Objektiv
Durchlichtprojektion Schema des Beleuchtungssystems eines Diaprojektors, Dia unmittelbar nach rechter Kondensorlinse
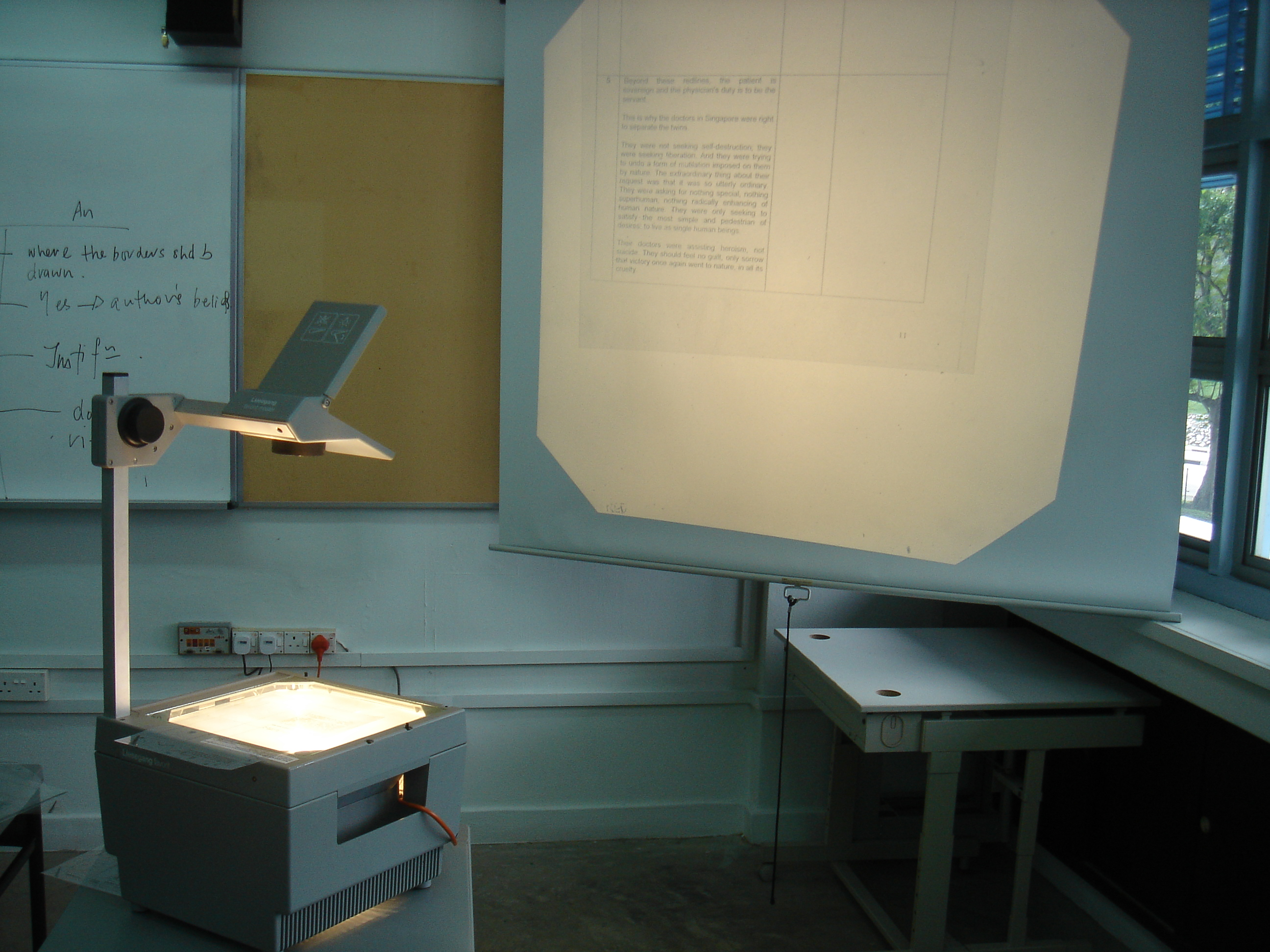
Durchlichtprojektion Tageslichtprojektor in Betrieb, rechts: Bildwand
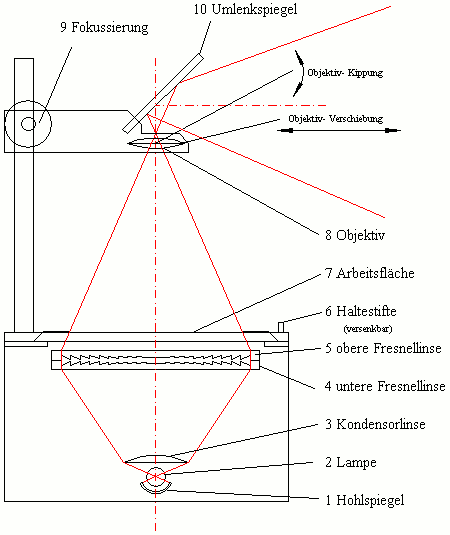
Durchlichtprojektion Strahlenverlauf in einem Tageslichtprojektor, Bild seitenrichtig (Spiegelung, weil Vorlage der Bildwand zugekehrt)
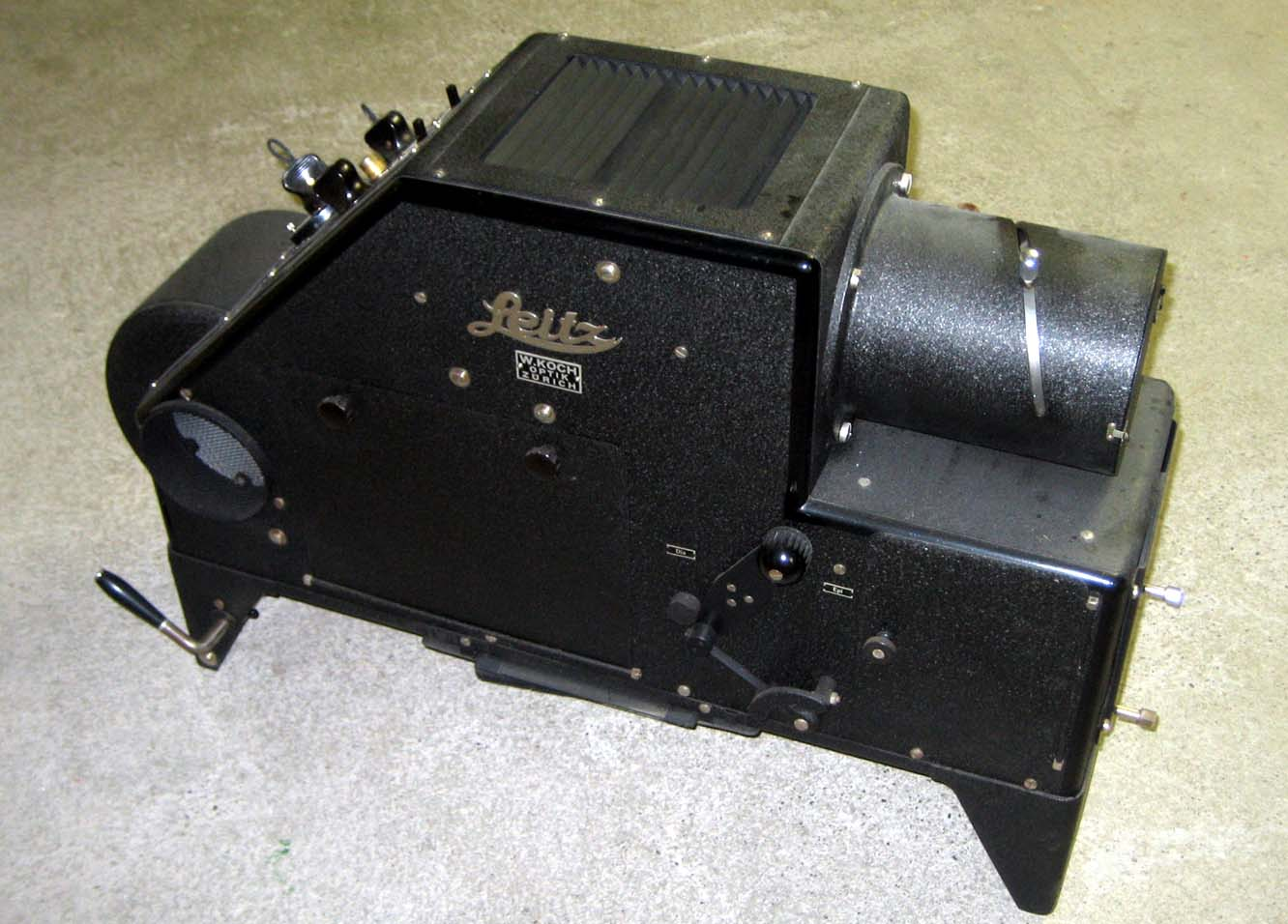
Auflichtprojektion Episkop, lichtundurchlässige Vorlage wird von unten angedrückt und von oben beleuchtet
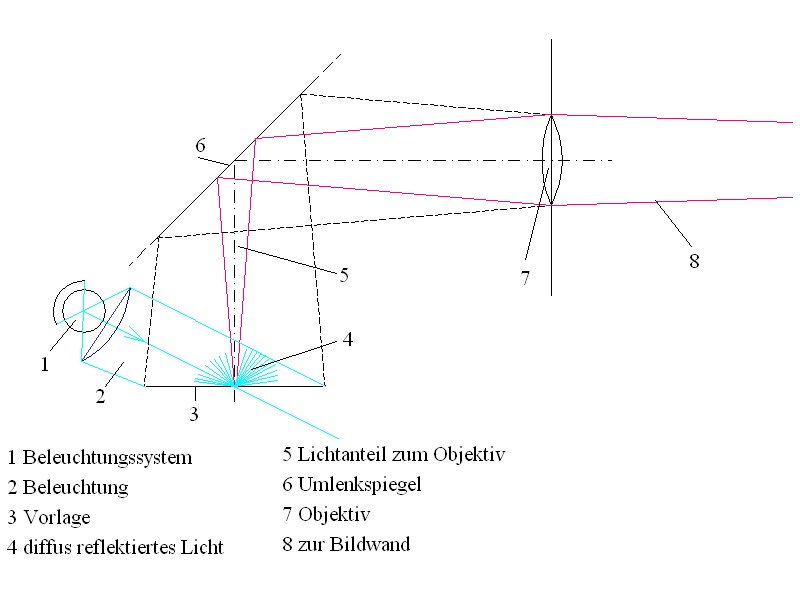
Auflichtprojektion Strahlenverlauf in einem Episkop, Bild seitenrichtig (Spiegelung, weil Vorlage der Bildwand zugekehrt)

### Durchlichtprojektion
Zu den Durchlichtprojektoren gehören Diaprojektoren, Filmprojektoren, Mikrofilmlesegeräte, Tageslichtprojektoren, Gobos, Filmbetrachter und Vergrößerungsgeräte.
Bei der Durchlichtprojektion (genannt auch diaskopische Projektion) ist das zu projizierende Objekt – beispielsweise ein Dia – lichtdurchlässig. Es wird vom Licht aus der projektoreigenen Beleuchtungseinrichtung durchschienen. Die Beleuchtung kann mittels mit dem Abbildungsstrahlengang verflochtenen Beleuchtungsstrahlengang optimiert werden: größte Helligkeit, über die Vorlage gleichmäßige Beleuchtung.

### Auflichtprojektion
Bei der Auflichtprojektion werden lichtundurchlässige Vorlagen (flache Gegenstände, Papierbilder oder Abbildungen aus Büchern) projiziert. Im Unterschied zur Durchlichtprojektion wird dabei die Vorlage von der der Bildfläche zugewandten Seite aus beleuchtet und gesehen. Im Strahlengang befindet sich zusätzlich ein Spiegel, damit die Vorlage nicht spiegelverkehrt abgebildet wird. Da nur das von der Vorlage reflektierte Licht zur Abbildung zur Verfügung steht, ist das Projektionsergebnis wesentlich weniger hell als bei Durchlichtprojektion.
Die geräteeigene Lichtquelle wird in der Regel nicht senkrecht auf die Vorlage gerichtet, um Blendstellen im Bild bei glänzender Oberfläche der Vorlage zu vermeiden. Beleuchtungs-Strahlengang und Abbildungs-Strahlengang sind prinzipiell voneinander unabhängig.

## Vorlage-Decodierung
Die Decoder wirken dem darzustellenden Bild entsprechend auf Licht aus einer im Projektor enthaltenen Lichtquelle. Das Licht wird selektiv in den Strahlengang des Objektivs umgelenkt (Spiegel in den Stellungen Ein/Aus oder kontinuierlich veränderlicher Reflexionsgrad). Andere Decoder lassen Licht passieren oder nicht (Stellungen offen/teilweise offen/gesperrt).

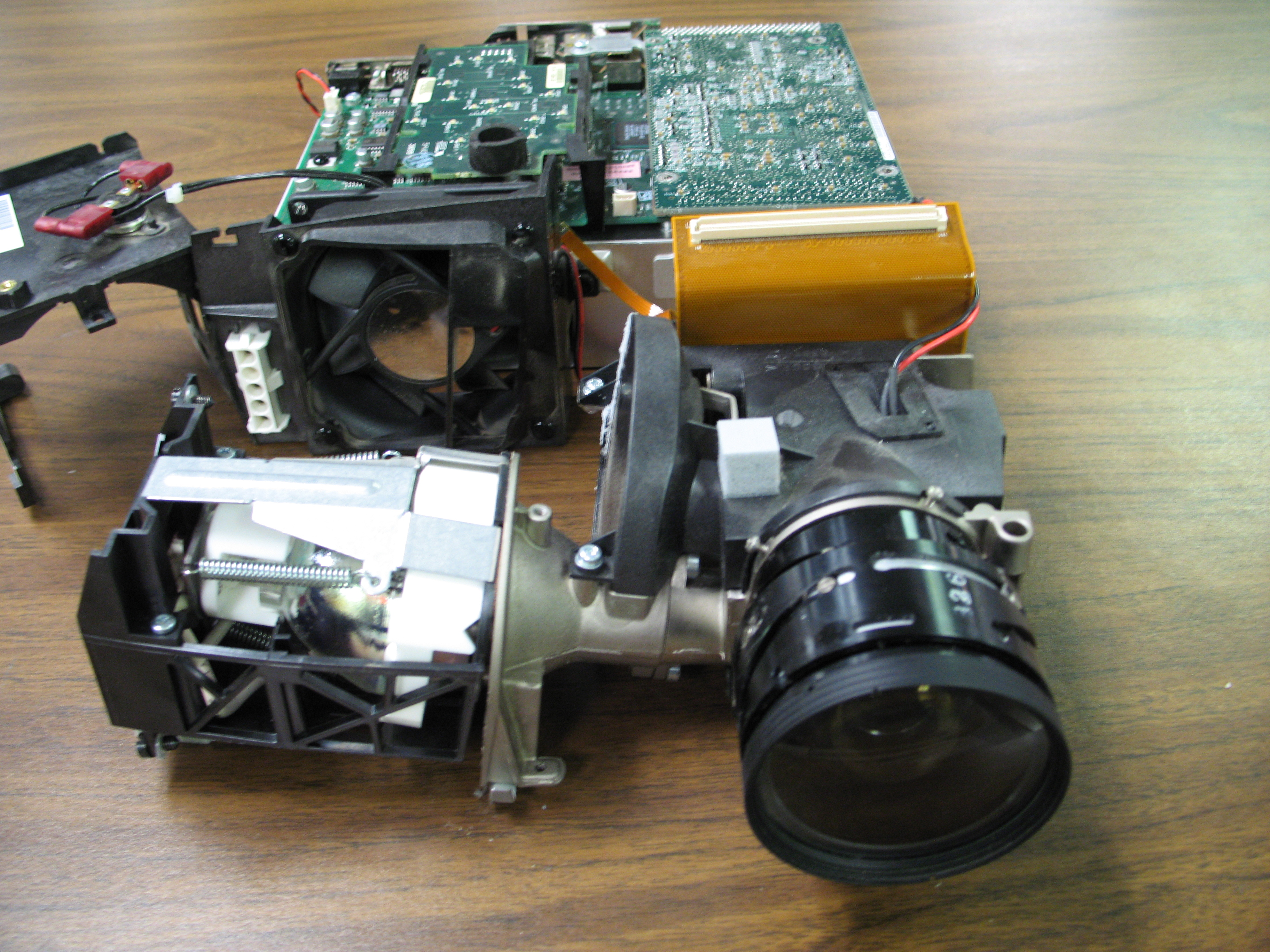
Videoprojektor mit DMD, Licht fällt von links auf das Spiegelarray (DMD, hinter dem Objektiv)

Videoprojektor mit DMD, schematisch, Spiegelarray (DMD) rechts unten

Moderne Geräte zur Decodierung (elektrooptische Umwandlung) und großflächigen Projektion eines originär elektronisch gespeicherten Bildes sind Varianten der klassischen Projektionsgeräte. Bei ihnen nimmt die Decodiereinrichtung den Platz der in der Regel nicht veränderlichen realen bildhaften Vorlage ein. Die Decoder sind ein kleinflächig verformter Ölfilm beim Eidophor-Gerät, ein kleinflächig verstelltes Mikrospiegelarray (kurz DMD) oder eine Liquid-Crystal-on-Silicon (kurz LCoS)-Matrixanzeige beim Videoprojektor, die auftreffendes Licht in Abhängigkeit von der Verformung des Ölfilms beziehungsweise der Stellung der Spiegel oder der Verformung der Flüssigkristall-Molekülstruktur der LCoS-Pixel reflektieren. Eine andere häufige Art der Decodierung erfolgt beim Videoprojektor mittels LCD, die Licht durchlassen oder nicht durchlassen. Die entsprechenden Projektoren sind großflächig anzeigende Computer-Ausgabegeräte.
Mit dem Eidophorgerät wird ein analog zusammengesetztes Bild erzeugt. Die Videoprojektoren erzeugen seit etwa 2005 nur noch digitalisierte (Pixel-)Bilder mit den oben genannten Bauweisen.

## Laserprojektion
Bei der Laserprojektion können raster- oder vektororientierte Grafiken direkt auf der Projektionsfläche erzeugt werden. Dann findet keine optische Abbildung mittels eines Objektivs statt. Beim Laserprojektor werden dazu drei (meistens durch bewegte Spiegel) rasterartig über die Projektionsfläche geführte Laserstrahlen der Grundfarben Rot, Grün und Blau verwendet, die einzeln in ihrer Helligkeit moduliert werden können.
Laserscanner erzeugen dagegen ein- oder auch mehrfarbige Vektorgrafiken.
Mittels Laser können bei Lightshows Projektionen einzelner Linien und auch Mehrfachlinien erzeugt werden. Während bei Einzellinien refraktive Optik verwendet wird (Powell-Linsen, Zylinderlinsen), ermöglichen diffraktive Optische Elemente in Kombination mit Powell-Linsen die Projektion von Mehrfachlinien und Matrizen.

Beispiel des Funktionsprinzips der Laserprojektion.mit phophorizierendem Leuchtstoff
DMD = Digital Micromirror Display
LCoS = Liquid Crystal on Silicon
LCD = Liquid Crystal Display

Alternativ können auch Projektoren mit einem phosphorisierenden Leuchtstoff eingesetzt werden, der mit einem (meist blauen) Laser angeregt wird und der als annähernd punktförmige Weißlichtquelle im Beleuchtungsstrahlengang einer herkömmlichen optischen Abbildung eines Bildgebers dient.

## Geschichte

### Klassische Projektoren mit realer bildhafter Vorlage
Von B. Della Porta wurde 1589 die Zauberlaterne, ein Spiegel-Schattenwurfgerät, genau beschrieben. Dieses Gerät wurde von Athanasius Kircher in Rom mit einer Sammellinse ergänzt, damit entstand der erste Projektor, der durch Verbesserungen zur Laterna magica des Gelehrten Christian Huygens 1659 führte. Die Entwicklung wurde vor allem durch verbesserte Beleuchtungssysteme mit neuen Lampen bestimmt. 1872 ersetzte Marcy in Philadelphia im „Skioptikon“ die Öllampe durch eine Petroleumflachdochtlampe, die dann durch die ersten Projektions-Glühlampen abgelöst wurden.
Diese Geräte wurden in den verschiedensten Ausführungen gebaut, Überblenden vom Bildwechsel, Nebelprojektoren, Lebensrad, Endlosprojektion und mehr. Bereits Anfang des 20. Jahrhunderts wurden kombinierte Projektoren angeboten, die sowohl als Durchlichtprojektoren (Diaskope) als auch als Auflichtprojektoren (Epidiaskope) funktionierten.
Zu Beginn der Fotografie war es nur möglich, aus Fotoplatten durch Kontaktkopie Fotos zu entwickeln und anzuschauen. Später wurden Techniken entwickelt, um die Bilder mit einem Vergrößerungsgerät vergrößert herzustellen oder sie als Dia einem größeren Publikum zugänglich zu machen. Damit war der Weg zum Kleinbild geebnet, da es nicht mehr nötig war, im Format des späteren Bildes zu fotografieren.
Der erste Kleinbild-Diaprojektor stammt von Leitz (Wetzlar) und erschien 1926, ein Jahr nachdem die erste Kleinbildkamera (Leica) auf den Markt gebracht worden war. Dieser Projektor (Uleja) war der Urvater all der Diaprojektoren, die später mit Magazinführung, Autofocus, Überblendtechnik und Fernbedienung das Betrachten von Diapositiven ermöglichten. Im Zuge der Digitalisierung in der Fotografie gibt es heute nur noch wenige Hersteller dieser Projektoren.
In europäischen Kinos waren in den stummen 1920er Jahren die Projektoren von Ernemann, Goerz, Zeiss, Gaumont und AEG am weitesten verbreitet. Im Kino war der so genannte Abwinkler sehr beliebt, eine Einrichtung, die bewirkt, dass die Bilder gewissermaßen aus dem Raum auf die Bildwand und wieder von ihr weg fliegen.
Einen Vorführapparat, der das Filmmaterial besonders schonte, in dem das Filmband nicht ruckartig, sondern kontinuierlich durchlief, stellte Ernst Leitz vor: den Mechau-Projektor, benannt nach seinem Erfinder Emil Mechau. Trotz einiger Vorteile war er letztendlich zu groß und zu teuer, um sich in den Kinos durchsetzen zu können.

### Projektoren mit elektronisch codierter Vorlage
Die erste erfolgreiche großflächige Projektion elektronisch codierter Bilder wurde mit dem vom ETHZ-Professor Fritz Fischer 1939 erfundenen Eidophor-Verfahren möglich. Auf den Markt kamen Eidophor-Systeme Anfang der 1960er-Jahre (Schweizer Firma Gretag AG). Bis in die 1980er-Jahre war dies die einzige Möglichkeit, großflächige Videobilder in Kinogröße darzustellen. Einer der Kunden war die US-Weltraumbehörde NASA, welche dieses System in einem Raumfahrtkontrollzentrum verwendete.
Röhrenprojektoren verwendeten besonders helle Kathodenstrahlröhren deren Bild über eine Optik auf einen Bildschirm projiziert wurde (Heimkino). Teurere Ausführungen besaßen drei Röhren, eine für jede Grundfarbe. Solche 3CRT-Projektoren wurden schon kurz nach Einführung des Farbfernsehers angeboten. Die Lichtstärke solcher Projektoren war begrenzt, sodass nur relativ kleine Projektionsflächen in abgedunkelten Räumen befriedigende Ergebnisse brachten.
Schon 1968 versuchte John A. van Raalte in den RCA-Laboratorien mit einem Elektronenstrahl (engl. e-beam addressing) anstelle der bei Eidophor verwendeten Ölschicht eine Flüssigkristallschicht entsprechend dem Bildinhalt zu deformieren, um auf dieser Reflexionsschicht das Licht zu modulieren. Dieses Konzept eines Projektors wurde in keinem kommerziellen Produkt verwendet.
Ein Projektionssystem mit einer laseradressierten Flüssigkristallschicht realisierte Hans Melchior 1972 bei den Bell Labs, indem ein Laser selektiv Bildpunkte derart erwärmte, dass lokal der Klärpunkt überschritten und dadurch an diesen Stellen die Flüssigkristallschicht durchsichtig wurde.
Mit einer transparenten, matrixförmig passiv angesteuerten Flüssigkristallanzeige (LCD), in einem Diapositivrähmchen montiert, führte Peter J. Wild im Forschungszentrum von Brown, Boveri & Cie 1971 in Baden und auf einer SID-Konferenz 1972 einen experimentellen LCD-Projektor in Durchlicht vor. Allerdings war zu jenem Zeitpunkt mit den damals verfügbaren Flüssigkristallanzeigen nur eine bescheidene Auflösung mit relativ wenigen Bildelementen möglich.
Obschon das Konzept von Aktiv-Matrix-Displays mit Ansteuerung über Schalttransistoren nach Vorarbeit durch Bernard J. Lechner in den RCA-Laboratorien 1968 erprobt und seit 1971 bekannt war und ein Westinghouse-Team unter der Leitung von T. Peter Brody die erste Laborausführung einer LCD-Matrix mit Ansteuerung über Dünnfilmtransistoren (TFTs) realisierte, dauerte es noch mehrere Jahre, bis geeignete TFTs die Integration derartiger Kombinationen von LCD und TFTs für kommerzielle Produkte erlaubten. Erste LCD-Videoprojektoren dieser Technik kamen ab 1988 von der US-Firma Projectavision, Inc., dem Bonner Ingenieurbüro für Optoelektronik CrystalVision der Projektor Imagina 90 sowie den japanischen Anbietern Sharp und Epson auf den Markt und ersetzten bald die Eidophor-Systeme.
Die Entstehungsgeschichte der verschiedenen Projektionsanzeigen ist in einer englischsprachigen Dokumentation von Texas Instruments (TI) zusammengestellt worden, unter besonderer Berücksichtigung der TI-Erfindung des Digital Light Processing (DLP) mittels des Digital Micromirror Device (DMD). Anfänglich wurden mit der ursprünglichen Technik ab etwa 1980 Drucker und andere Applikationen entwickelt. Ab 1989 startete ein Programm zur Entwicklung entsprechender Projektoren. Der erste kommerziell erhältliche DLP-Projektor von TI wurde im April 1996 vorgestellt. Die Fertigung von DLP-Projektoren in Deutschland wurde von Liesegang mit dem Projektor „ddv 800“ 1997 begonnen.

### Interaktive Projektoren
Der 2017 auf den Markt gebrachte Sony Xperia Touch verfügt über eine Infrarotkamera, mit der die Lage eines Fingers auf der Projektionsfläche ermittelt werden kann, Das Gerät kann nicht nur Bildinhalte projizieren, sondern soll mithilfe des integrierten Android-Betriebssystems ähnlich wie ein Tablet-PC bedient werden können.